# 阿萬哈爾德

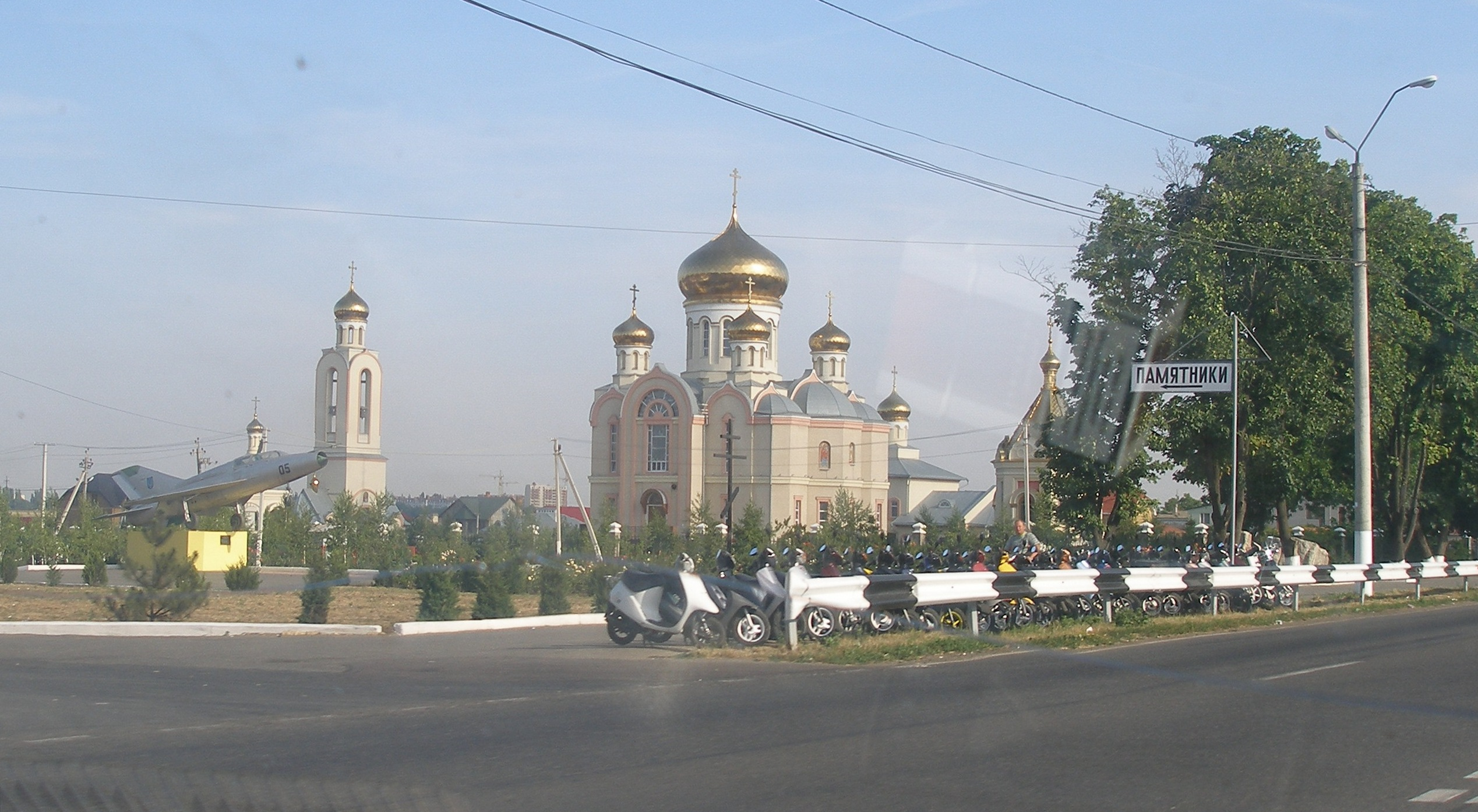
教堂

阿萬哈爾德（烏克蘭語：Авангард），是烏克蘭西南部敖德薩州敖德萨区阿万哈尔德市镇内的市級鎮及其行政中心。處於敖德薩以西10公里，面積7.5平方公里，2011年人口2,984，人口密度每平方公里397.87人。